# James Vance
Pour les articles homonymes, voir Vance.
James Vance (né le 2 avril 1953 à Muskogee et mort le 5 mai 2017) est un scénariste de bande dessinée et dramaturge américain. Il est principalement connu pour son travail avec Kitchen Sink Press, particulièrement Les Rois vagabonds (Kings in Disguise), mini-série de comic books dessinée par Dan Burr évoquant l'Amérique de la Grande Dépression qui a reçu plusieurs prix après sa publication en 1988. En 2013, W. W. Norton publie Dans les cordes (On the Ropes), suite de Les Rois vagabonds.

## Récompenses
- 1989 : Prix Eisner du meilleur numéro (Best Single Issue) et de la meilleure nouvelle série pour Kings in Disguise no 1 (avec le dessinateur Dan Burr)
- 1989 : Prix Harvey de la meilleure nouvelle série pour Les Rois vagabonds (avec le dessinateur Dan Burr)